# یوانا اولتنو
یوانا اولتنو (انگلیسی: Ioana Olteanu؛ زادهٔ ۲۵ فوریه ۱۹۶۶) قایقران روئینگ اهل رومانی بود.
وی در مسابقات کشوری و بین‌المللی در مجموع برندهٔ ۶ مدال طلا، ۳ مدال نقره، ۲ مدال برنز شده‌است.